# Fällarna
Fällarna (Duits: Fellana, Fällana in het Estland-Zweeds) is een plaats in de Estlandse gemeente Vormsi, provincie Läänemaa. De plaats heeft de status van dorp (Estisch: küla).
Fällarna is de enige plaats op het eiland Vormsi die niet aan de kust ligt. De omringende dorpen zijn Saxby, Kersleti, Hullo en Suuremõisa, die allemaal wel aan de kust liggen. Dat Fällarna een Zweedse naam heeft komt doordat tot in 1944 voornamelijk Estlandzweden op het eiland woonden. In dat jaar vluchtte vrijwel de hele bevolking voor het oprukkende Rode Leger over de Oostzee naar Zweden. De naam kan afgeleid zijn van fälla, het Zweedse woord voor ‘(een boom) vellen’, plus engen, ‘weiland’.

## Bevolking
De ontwikkeling van het aantal inwoners blijkt uit het volgende staatje:
| Jaar            | 2011 | 2017 | 2019 | 2021 |
| --------------- | ---- | ---- | ---- | ---- |
| Aantal inwoners | 10   | 10   | 9    | 8    |

## Geschiedenis
Fällarna werd in 1637 voor het eerst genoemd onder de naam Fellen. In 1651 werd het dorp Fäll-Engen genoemd, in 1667 Fællengien en in 1740 Fällana. Het viel onder het landgoed Magnushof (Suuremõisa). Bij het dorp lag een steengroeve.
Tussen 1977 en 1997 viel Fällana onder het buurdorp Suuremõisa.